# Copa do Brasil de Futsal de 2023
A Copa do Brasil de Futsal de 2023 é a sétima edição da competição. Nesta edição o número de equipes foi de 32 equipes.

## Primeira fase
| Mandante              | Total | Visitante             | 1º jogo | 2º Jogo   |
| --------------------- | ----- | --------------------- | ------- | --------- |
| JEC/Krona             | 8–3   | Campo Mourão          | 5–0     | 3–3 (pro) |
| AABB/Mesa 14          | 5–5   | Balsas Futsal         | 3–2     | 2–3 (pro) |
| Náutico Sangue de Boi | 3–11  | Bregafó Breves        | 3–4     | 0–7       |
| Campo Largo           | 6–16  | São João do Jaguaribe | 4–7     | 2–9       |
| Escolinha do Pezão    | 0–10  | House Via Motos       | 0–4     | 0–6       |
| ADESPPE               | 4–6   | Educar Futsal         | 2–3     | 2–3       |
| AEBMF/Traipu          |       | Lagarto Futsal/ALECE  | 1-2     |           |
| Yeesco/Sercesa        | 5–4   | Marreco Futsal        | 1–3     | 4–1 (pro) |
| Curitibanos           | –     | Dois Vizinhos         | 2–6     |           |
| Juventude Futsal      | –     | Sorriso Futsal        | 1–2     |           |
| ANSEF/Damianópolis    |       | Brasília Futsal       |         |           |
| Apodi Futsal RN       |       | Reriutaba             |         |           |
| Penedense/Sãobrazense |       | Fênix Cajazeiras      |         |           |
| Fidas Futsal          |       | F.S.D.                |         |           |
| Corinthians           | –     | Praia Clube           | 1–1     |           |
| Sorocaba Futsal       | –     | Minas                 | 4–2     |           |

http://cbfs.com.br/site/noticia_det.asp?cod=1576

## Fase final
2ª FASE – 02/06 a 23/06
3ª FASE – 07/07 a 21/07
4ª FASE – Ida (04/08) – Volta (18/08)
5ª FASE – Ida (08/09) – Volta (22/09)